# Constantin Carathéodory
Constantin Carathéodory (Berlín, 13 de septiembre de 1873-Múnich, 2 de febrero de 1950) fue un matemático alemán de origen griego. A él se le deben importantes contribuciones en varios campos de la matemática, como el cálculo de variaciones, y las teorías de las funciones de variable real y la medida y de la termodinámica.

## Biografía
El padre de Carathéodory, Stefanos, era un griego fanariota que había estudiado Derecho en Berlín y que trabajaba como diplomático por el Imperio Otomano. Constantin nació en Berlín, cuando su padre era el embajador otomano en esta ciudad. Su madre, Despina Petrocochino, pertenecía a una rica familia de comerciantes griegos que se había establecido en Marsella siglos antes, pero que, con la independencia de Grecia el 1832, habían devuelto en su país. Durante los años 1874 y 1875, la familia vivió en Constantinopla, donde habitaban sus abuelos paternos. En el año 1875, su padre es nombrado embajador en Bruselas, donde nacerá su hermana Loulia. Su madre, Despina, murió con solo veintiocho años, y la educación de Constantin y Loulia quedó en manos de su abuela materna y de una nodriza alemana. Los niños hablaban con fluidez griego, francés y alemán.
Constantin ingresó en una escuela privada en Vanderstock en 1881, pero solo permaneció allí dos años. En 1886, ingresó al Athénée Royal de Ixelles donde finalizó sus estudios secundarios en 1891. De 1891 a 1895, estudió en la École Militaire de Belgique, una escuela de ingeniería, siguiendo los pasos de otros muchos miembros de la familia. El estallido de la primera guerra greco-turca, despertó en Carathéodory por primera vez sentimientos nacionalistas griegos, mientras buena parte de su familia continuaba al servicio del sultán otomano, como por ejemplo su futuro suegro. El año 1897 lo dedicó a viajar por varias ciudades europeas, y en Londres le ofrecieron un puesto de trabajo en el servicio colonial británico. Hasta el 1900, permaneció en Egipto construyendo pantanos en muy malas condiciones higiénicas y saludables. Al mismo tiempo, Continuó estudiando matemáticas por su cuenta.
En el año 1900, contra el parecer de su familia, decidió dedicarse exclusivamente a las matemáticas y se trasladó a Berlín para estudiar bajo la dirección de H.A. Schwarz. Atraído por el prestigio de Göttingen, ingresó en la Universidad de Göttingen en 1902, donde obtuvo el doctorado en 1904 bajo la dirección de Hermann Minkowski, con una tesis sobre el cálculo de variaciones Über die diskontinuierlichen Lösungen in der Variationsrechnung. En Göttingen se encontraba en el centro de un selecto grupo de jóvenes matemáticos, del que él era uno de sus miembros más populares por su naturaleza aristocrática y su procedencia helénica. Las influencias de Hilbert y, sobre todo, de Klein durante sus estudios fueron considerables.
En 1905, presentó su tesis de habilitación para la docencia en la misma universidad a propuesta de Hilbert. Fue profesor en Göttingen hasta el 1908 y estableció una estrecha amistad con Ernst Zermelo, que duró toda la vida. En 1908 fue nombrado profesor en la Universidad de Bonn donde trabajó en los fundamentos axiomáticos de la termodinámica. Permaneció en Bonn solo un año; durante su estancia en esta ciudad, en 1909, se casó con Eufrosine Carathéodory, una familiar suya. Después de pasar por las universidades de Hanover y Breslau, retornó a Göttingen en 1913, donde permaneció hasta el final de la Primera Guerra Mundial, cuando se trasladó a Berlín. En esa época fue editor de la publicación Mathematische Annalen.
En el año 1920, el gobierno griego decidió crear una universidad en Esmirna —el actual Izmir, hoy en Turquía—, y nombró a Carathéodory catedrático de Matemáticas de la universidad, en cuya planificación también fue un importante colaborador. Sin embargo, Esmirna fue ocupada por las fuerzas turcas el 1922, durante la segunda guerra greco-turca y la Universidad Jónica de Esmirna no pasará nunca de ser un proyecto. Carathéodory huyó a Atenas dónde fue profesor hasta 1924, año en el que fue nombrado catedrático de la Universidad de Múnich en sustitución de Ferdinand von Lindemann, que se había jubilado. Habitó en Múnich hasta el final de sus días.

## Obra
La obra de Carathéodory abarca varios campos diferentes y realizó importantes contribuciones al cálculo de variaciones, principalmente en la teoría de máximos y mínimos de curvas y sus aplicaciones en la óptica geométrica; al análisis de funciones reales; y a la teoría de funciones de variable compleja. Su formulación axiomática de la Termodinámica, una disciplina basada hasta entonces en conceptos empíricos e intuitivos ha gozado de gran influencia.
Sus trabajos completos se publicaron en cinco volúmenes en Múnich, entre 1954 y 1957, con el título de Gesammelte mathematische Schriften. Entre las publicaciones más notables de Carathéodory pueden mencionarse las siguientes:
- Über die kanonischen Veränderlichen in der Variationsrechnung der mehrfachen Integrale[7]
- Über das Schwarzsche Lemma bei analytischen Funktionen von zwei komplexen Veränderlichen[8]
- Über die diskontinuierlichen Lösungen in der Variationsrechung. Diss. Göttingen Univ. 1904; Ges. Math. Schr. I 3–79.
- Über die starken Maxima und Minima bei einfachen Integralen. Habilitationsschrift Göttingen 1905; Math. Annalen 62 1906 449–503; Ges. Math. Schr. I 80–142.[9]
- Untersuchungen über die Grundlagen der Thermodynamik, Math. Ann. 67 (1909) pp. 355–386; Ges. Math. Schr. II 131–166.[10]
- Über das lineare Mass von Punktmengen – eine Verallgemeinerung des Längenbegriffs., Gött. Nachr. (1914) 404–406; Ges. Math. Schr. IV 249–275.
- Elementarer Beweis für den Fundamentalsatz der konformen Abbildungen. Schwarzsche Festschrift, Berlín 1914; Ges. Math. Schr.IV 249–275.[11]
- Zur Axiomatic der speziellen Relativitätstheorie. Sitzb. Preuss. Akad. Wiss. (1923) 12–27; Ges. Math. Schr. II 353–373.
- Variationsrechnung in Frank P. & von Mises (eds): Die Differential= und Integralgleichungen der Mechanik und Physik, Braunschweig 1930 (Vieweg); New York 1961 (Dover) 227–279; Ges. Math. Schr. I 312–370.
- Entwurf für eine Algebraisierung des Integralbegriffs, Sitzber. Bayer. Akad. Wiss. (1938) 27–69; Ges. Math. Schr. IV 302–342.